# 阿利森群島
66°21′S 110°29′E / 66.350°S 110.483°E
阿利森群島（英語：Allison Islands）是南極洲的群島，位於威爾克斯地，屬於風車行動群島的一部分，根據美國海軍拍攝空中照片繪入地圖，現時由南極條約體系管理。